# Базелієві
Базелієві (Basellaceae) — родина квіткових рослин порядку Caryophyllales, за даними Angiosperm Phylogeny Group. Ці субсукулентні рослини поширені у відкритих сухих місцях в Африці на південь від Сахари й у тропічному кліматі Північної й Південної Америк й можливо у палеотропічній Азії. Родина налічує близько 19 відомих видів трав'янистих рослин, об'єднаних у чотири роди: 
- Anredera
- Basella
- Tournonia
- Ullucus

Економічне значення мають улуко і малабарський шпинат. Бульби Ullucus tuberosus є основним джерелом крохмалю для місцевих жителів в Андах. М'ясисте листя Basella alba і B. rubra — широко поширені овочі в тропіках. Рослини роду Anredera вирощуються як декоративні, вони інвазивні в Південній Азії та Океанії.